# サッパートン駅
サッパートン駅（英: Sapperton Station）は、カナダ・ブリティッシュコロンビア州ニューウエストミンスターにある、スカイトレインエキスポ・ラインの駅である。

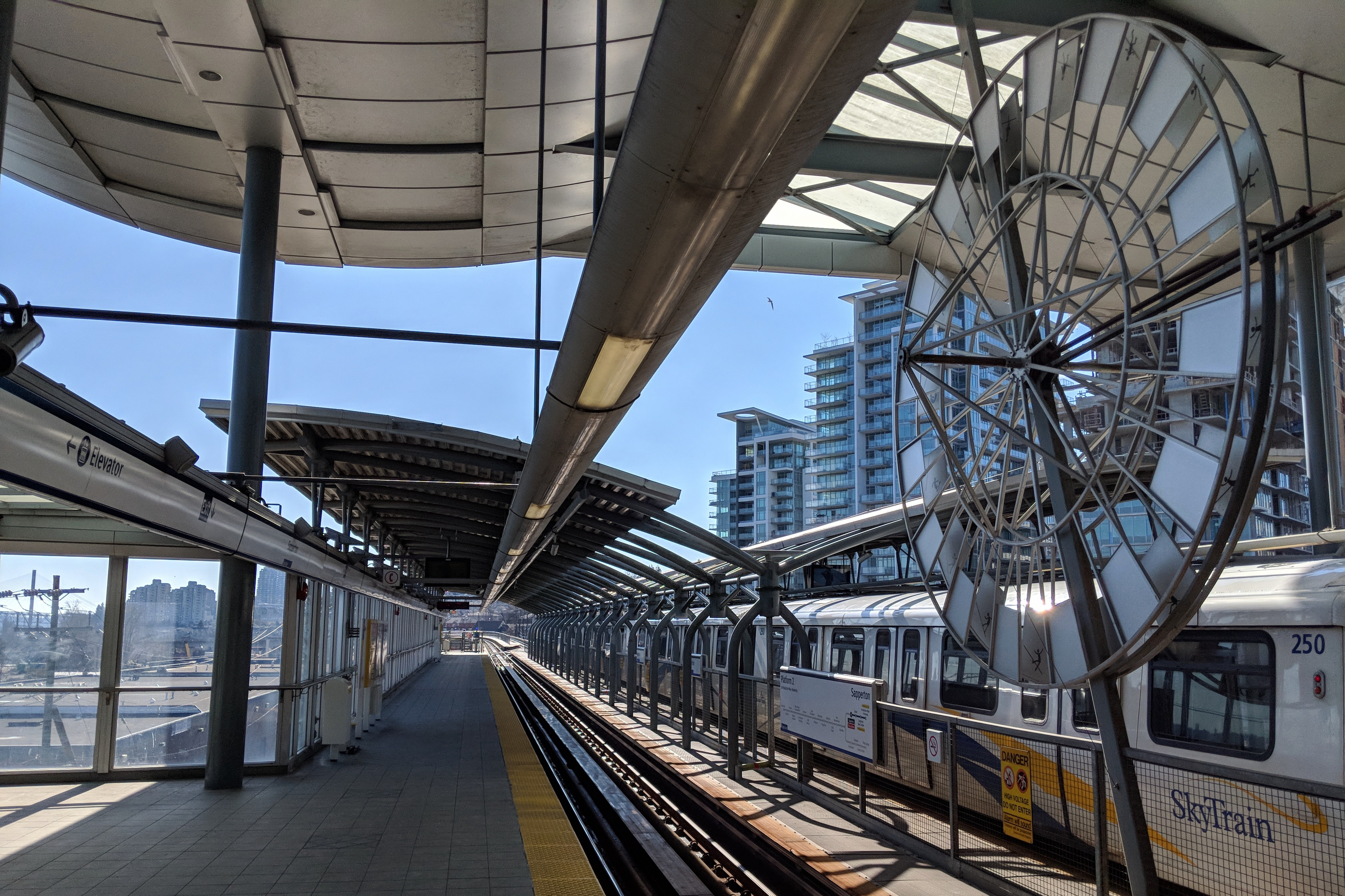
サッパートン駅内側部

## 歴史
2002年1月2日にミレニアムラインの駅として開業。2016年10月22日にエバーグリーンライン延伸に合わせ、エキスポラインの一部に組み込まれた。

## 駅構造
相対式ホーム2面2線を有する高架駅である。
| ホーム | 路線            | 行先                                        |
| ------ | --------------- | ------------------------------------------- |
| 1      | ■エキスポライン | ウォーターフロント駅方面                    |
| 2      | ■エキスポライン | プロダクション・ウェイ-ユニバーシティ駅方面 |

## 駅周辺

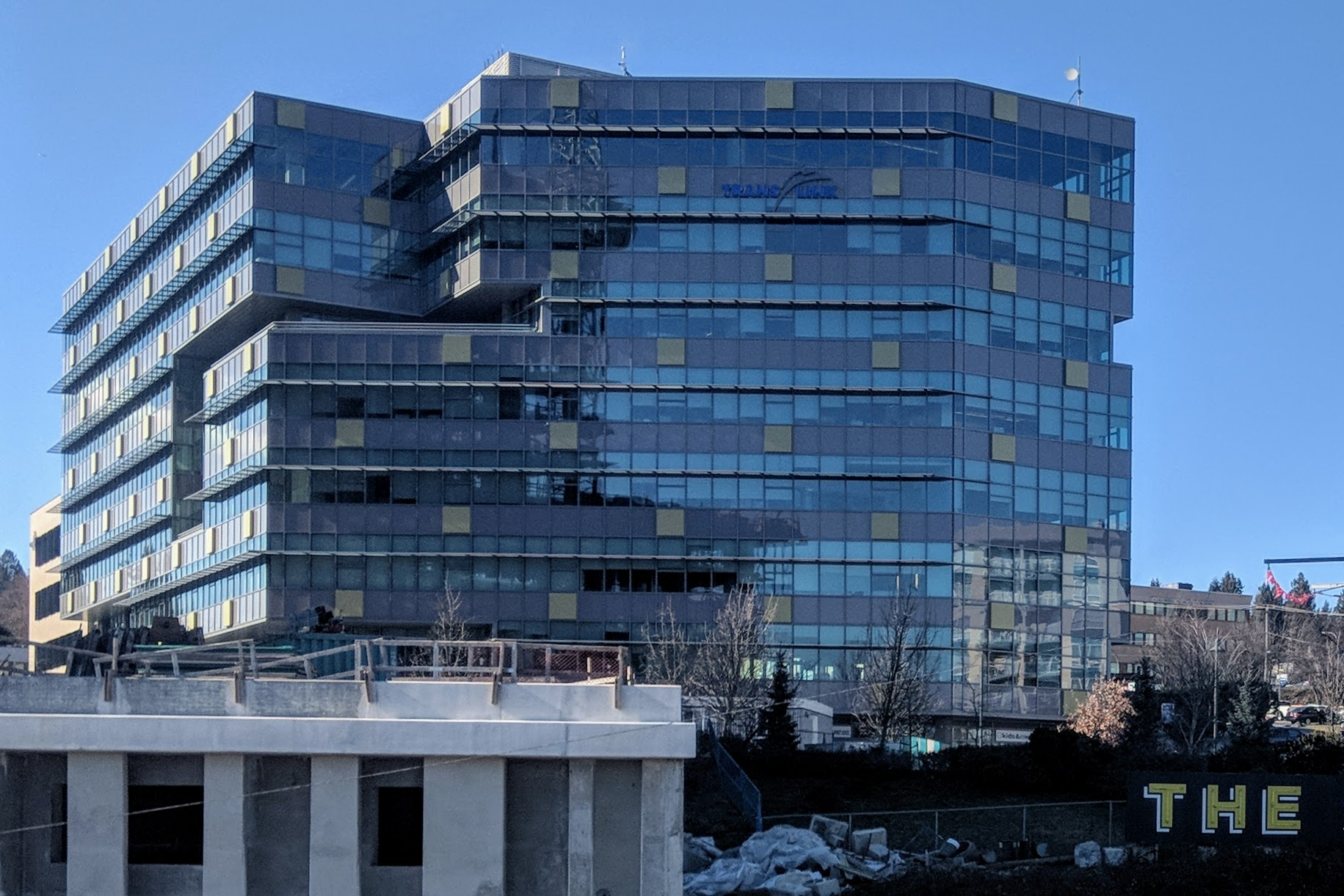
トランスリンクの本社ビル

当駅はニューウエストミンスターに立地する。
- ロイヤルコロンビアン病院
- コロンビア通り
- トランスリンクの本社ビル

## 隣の駅
■ エキスポ・ライン - プロダクション・ウェイ-ユニバーシティ支線
コロンビア駅 - サッパートン駅 - ブレイド駅